# Argyrodes meus poecilior
Argyrodes meus poecilior is een spinnenondersoort in de taxonomische indeling van de kogelspinnen (Theridiidae).
Het dier behoort tot het geslacht Argyrodes. De wetenschappelijke naam van de soort werd voor het eerst geldig gepubliceerd in 1913 door Embrik Strand.